# Morrisons
Wm Morrison Supermarkets plc, meestal kortweg Morrisons genoemd, is een Britse supermarktketen, die in het jaar 1899 in Bradford opgericht werd door William Morrison. Morrisons is de op drie na grootste warenhuisketen van het Verenigd Koninkrijk. Morrisons had in het gebroken boekjaar 2020/21 een jaaromzet van 17,6 miljard pond en telde 76.991 voltijdmedewerkers per 31 januari 2021. Op die laatste datum telde het 497 winkels en 338 verkooppunten voor motorbrandstoffen.
Tot 2004 was de keten van relatief bescheiden omvang en hoofdzakelijk in Noord-Engeland vertegenwoordigd; in dat jaar nam Morrisons echter de ter ziele gegane supermarktketen Safeway over, een actie die het aantal winkels aanzienlijk uitbreidde en de aanwezigheid van Morrisons ook in het zuiden van het land vestigde. Sedert 1967 is Morrisons genoteerd aan de London Stock Exchange.

## Geschiedenis
Morrisons begon in 1899 als een winkel voor boter en eieren aan de Rawson Market in Bradford. William Morrisons zoon, zakenman Ken Morrison, nam de onderneming in 1958 over, en in 1958 opende hij in het centrum van de stad Bradfords eerste winkel met zelfbediening, waar prijzen op de producten stonden vermeld. De eerste volwaardige supermarkt volgde in 1961.
In maart 2004 nam Morrisons de Safeway-keten over voor 3,3 miljard pond. Als onderdeel van deze overeenkomst moest Morrisons 52 van de 479 Safeway-winkels weer verkopen, waarvan er echter een afbrandde en een andere het eind van de lease bereikte. De overige werden overgenomen door Waitrose, Sainsbury's en Tesco. De Safeway-vestigingen in Noord-Ierland werden aan Asda verkocht.
Na de overname van Safeway volgden er nog enkele transacties, voornamelijk tussen Morrisons, Waitrose, The Co-operative Food en Iceland, waarbij onder andere de vestiging in Hexham de noordelijkste Waitrose van Engeland werd. Morrisons had een Noord-Engels imago en maakte zich zorgen dat het merk in Zuid-Engeland minder goed zou aanslaan. Om de profilering van Morrisons als ‘nationaal’ merk een nieuwe impuls te geven, benoemde de keten in 2006 de Nederlander Marc Bolland tot nieuwe CEO, een functie die hij bekleedde tot december 2009, toen hij CEO van Marks & Spencer werd. Na 55 jaar als voorzitter trad Sir Ken Morrison in 2008 terug.

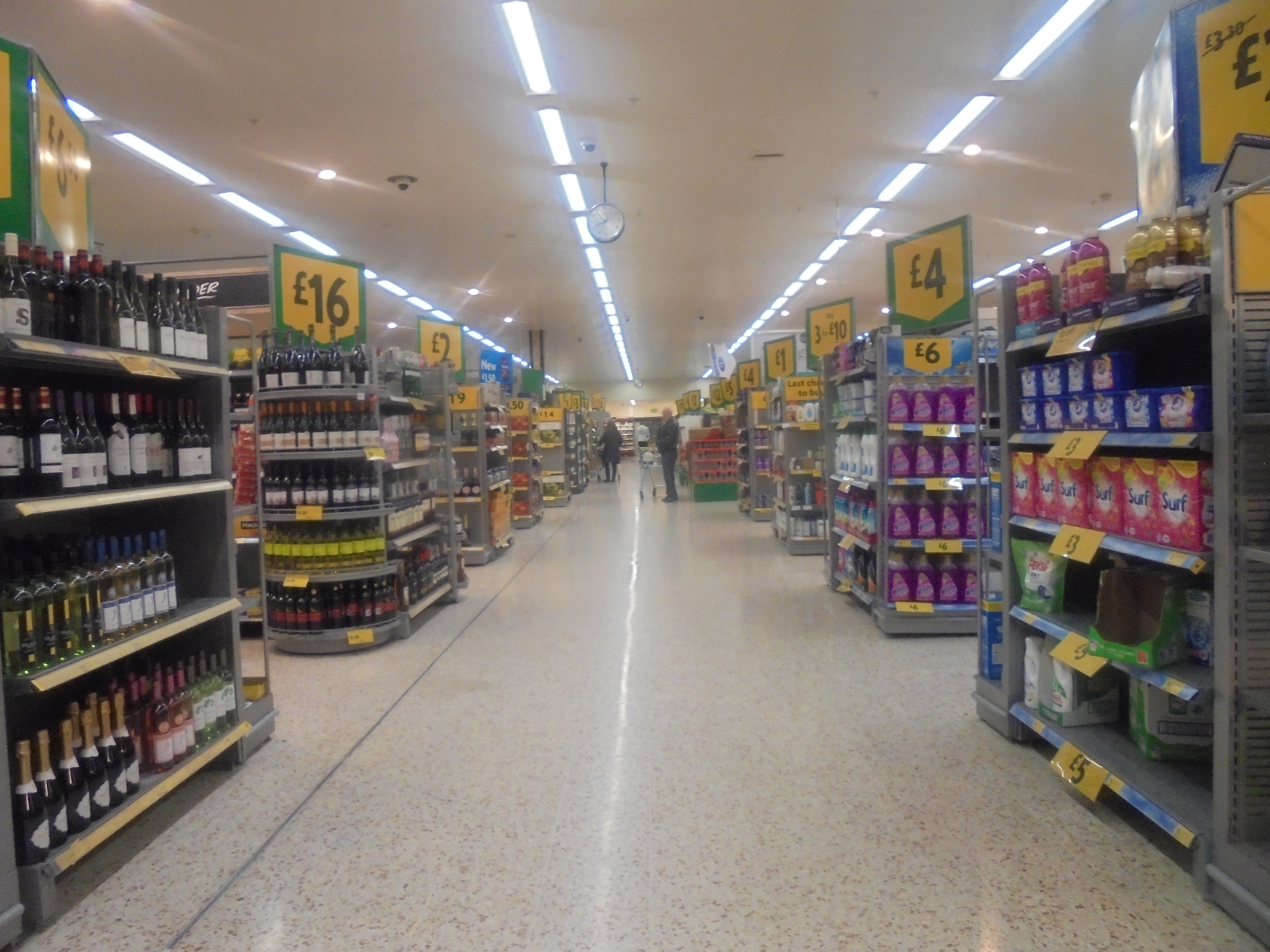
Morrisons in Wetherby, 2019

In 2009 kocht Morrisons 35 supermarkten van de voormalige keten Somerfield dewelke door The Co-operative waren overgenomen, die echter gedwongen was ze weer te verkopen door een beslissing van de Competition Commission. Met deze winkels wilde Morrisons investeren in een assortiment van kleinere supermarkten, met het oog op het verbeteren van de nationale marktdekking.
Na het vertrek van Bolland werd Dalton Philips tot nieuwe CEO aangesteld, algauw tot ongenoegen van Sir Ken Morrison, die met zijn familie nog steeds 10% van de aandelen bezat. De verkoopcijfers daalden; tijdens de kerstperiode van 2012 liep de verkoop met 2,5% terug, hetgeen tot publieke kritiek vanwege Ken Morrison op de CEO leidde. Enkele leden van de familie Morrison overlegden met privékapitaalfondsen omtrent een potentiële overname. In juni 2014 kondigde de keten aan, 2600 banen te schrappen in het kader van een herstructurering. Toen de verkoopcijfers met Kerstmis 2014 wederom met 3,1% daalden, steeg de druk op CEO Philips om af te treden, hetgeen hij deed in maart 2015. Ook de voorzitter, Ian Gibson, trok zich in januari 2015 terug.
David Potts, gewezen directeur van Tesco, werd de nieuwe CEO van Morrisons op 25 februari 2015. Tijdens het eerste kwartaal van 2015 waren de cijfers opnieuw met 2,9% gedaald; hierop werden in het hoofdkantoor in Bradford 720 banen geschrapt, terwijl in de winkels de prijzen van 200 alledaagse artikelen tot 33% verlaagd werden.
In februari 2014 telde de keten in het gehele Verenigd Koninkrijk nog 569 grote supermarkten, benevens 140 gemakswinkels onder de naam ‘Morrisons M local’. De eerste hiervan was in 2011 in Ilkley geopend. Na het slechte financiële resultaat van 2014 en 2015 besloot Morrisons echter alle gemakswinkels te verkopen, een transactie die in september 2015 werd afgerond. In diezelfde maand kondigde Morrisons aan dat 11 supermarkten gesloten zouden worden, waarbij 900 banen verloren zouden gaan.
In mei 2021 won Morrisons de overnamestrijd om McColl's. McColl's stond er financieel zeer slecht voor en dreigde failliet te gaan. McColl's is met ruim 1200 winkels en 16.000 medewerkers een grote partij in de Britse markt. De omzet op jaarbasis is ruim 1 miljard pond. Morrisons is een belangrijke leverancier van McColl's en de twee hebben al een bestaande afspraak om honderden McColl's winkels om te zetten in Morrisons Daily gemakswinkels.

## Concept
Morrisons-supermarkten hebben een traditionele inrichting met een aparte toonbank voor vis, kaas en vlees, alsook een afzonderlijke bakkerijafdeling. Delicatessen worden traditioneel provisions genoemd. Sommige supermarkten hebben een afzonderlijke snackbar of een stomerijdienst. In lijn met de Britse wetgeving (het concept challenge 25) past Morrisons de leeftijdscontrole voor de verkoop van alcohol strikt toe, hetgeen enkele keren tot controverse leidde toen een Morrisons-winkel weigerde alcohol te verkopen aan mensen die duidelijk meerderjarig waren.
Op het internet verkoopt Morrisons sedert 2012 wijn van over de hele wereld via de website Morrisons Cellar. De internetwinkel van de keten zelf ging pas in 2013 van start, toen het bedrijf een partnerschap met Ocado aanging.
De klantenkaart van Morrisons heet Match and More. Hiermee verzamelen klanten aan de kassa 10 punten voor iedere penny die ze meer betaald hebben dan het goedkoopste aanbod van concurrenten op dat moment.